# Carloh
Carloh est un service d'autopartage en libre-service disponible dans la ville de Luxembourg et exploité par Carsharing Luxembourg, une société appartenant à 97 % à la ville, depuis octobre 2015.

## Histoire
L'idée de lancer un service d'autopartage dans la capitale grand-ducale remonte à l'année 2011, sur proposition de François Bausch, alors échevin, mais a été retardée pour diverses questions essentiellement d'ordre juridique.
Le service Carloh a été lancé le 8 octobre 2015 avec cinq stations et dix voitures au Diesel. Un seuil de 400 abonnés est alors fixé avant d'augmenter le nombre de stations.
De nouvelles station ont vu le jour en 2016 et 2017 au Limpertsberg, à Gasperich, au quartier de la Gare et au Kirchberg face au succès du service, et le parc a été complété par des voitures électriques et Essence,.

## Dispositif

### Véhicules
Le service propose quatre modèles de voitures à la location, réparties en trois classes : « S » (citadines thermiques), « Se » (citadines électriques) et « M » (monospaces urbains). L'accès aux véhicules se fait via un lecteur de cartes placé sous le pare-brise où l'utilisateur doit placer sa carte Carloh, ce qui déverrouille le véhicule.
La flotte est constituée, pour la classe « S », de Volkswagen Polo V au Diesel et d'Opel Corsa Essence, pour la classe « Se » de Renault ZOE et pour la classe « M » d'Opel Meriva B Diesel. Les véhicules sont pour la plupart gris avec un flocage spécifique aux couleurs du service,.

### Stations
Le service est lancé avec cinq stations (Limpertsberg, Belair, Ville-Haute, Gare et Bonnevoie) puis est étendu à quatre autres stations (Rond-point Schuman, Kirchberg, Gasperich, Rocade de Bonnevoie). Deux d'entre elles sont équipées de bornes de recharge pour voitures électriques (Schuman et Rocade).
Une voiture doit être impérativement déposée à la station où elle a été empruntée.

### Tarifs
L'accès au service nécessite l'édition d'une carte Carloh et la souscription d'une formule d'abonnement mensuel à 5 € (formule « Eco »), 15 € (formule « flexi ») ou 30 € (formule « Plus »).
La tarification est aussi calculée, et ce pour toutes les formules, en fonction de la classe du véhicule, du nombre d'heures d'utilisation ou de la distance avec une tarification au kilomètre parcouru : par exemple, la location d'une Polo pour deux heures et pour parcourir 20 kilomètres coûte entre 9,20 et 13 € selon la formule d'abonnement.

## Fréquentation
L'objectif initial était de 250 clients au bout d'un an, au bout de trois mois le service comptait 128 abonnés. En un an, le service compte 330 clients et 3400 trajets réalisés. Un objectif de 650 clients a été fixé pour l'année 2017. En juin 2019, le service compte 670 abonnés.
En 2016, 75 % des utilisateurs sont des étrangers. Ce chiffre monte à 78 % en 2019 ; 84 % des abonnés ont entre 26 et 55 ans.